# Craterul Guarda
Craterul Guarda este un posibil crater de impact meteoritic  situat în Districtul Guarda în Portugalia.

## Date generale
Vârsta acestuia este estimată la 200 de milioane de ani, și are 35 km în diametru. Craterul este situat la nord-est de mediul urban din Guarda. Craterul a suferit o mulțime de eroziuni hidrice.